# Segheș
De Segheș is een zijrivier van de Olt in het District Harghita in Roemenië. De rivier mondt uit in de Olt ter hoogte van het dorp Ciceu.